# Илири
Илирите (на гръцки: Ἰλλυριοί, Illyrioi; на латински: Illyrii or Illyri) са индоевропейски племена, населявали западния дял на Балканския полуостров през Античността от 2 хилядолетие пр.н.е.

## Название
Названието „илири“ е дадено от древните гърци, които така назовават северните си съседи. То може да се е отнасяло за голяма група от народи в древността, живели на север от Древна Гърция. Съвременната историческа наука не е дала отговор до каква степен става въпрос за културно хомогенна етническа група, говореща един общ език.
Илирийски произход се приписва на няколко древни народности, населявали Апенинския полуостров: япиги, дауни и месапи. За тях се смята, че най-вероятно са тръгнали от Илирия и по бреговете на Адриатическо море са достигнали Апенинския полуостров. Липсват исторически свидетелства, че илирийските племена някога колективно са назовавали себе си илири. В действителност наименованието „илири“ изглежда идва от племе, обитаващо югозападната част на Балканския полуостров, което първо влиза в контакт с древните гърци през бронзовата епоха. Оттук идва наименованието „илири“, което започва да се прилага в древността за всички племена, съсредоточени в западната част на полуострова, говорещи близък език и имащи сходни обичаи.

## Територия на обитаване
Илирийски племена и племенни съюзи са обитавали земите от днешна югоизточна Австрия: областите Карантания (наричана още Каринтия, Кернтен и Корошка) и Щирия (известна също като Щайермарк, Щайерска област и Щаяр) до днешна западна Македония и средна Сърбия. Землището на илирите се е простирало от днешна южна Словакия до днешна северозападна Гърция, областта Епир, но ядрото на илирийския етнос са били земите на бивша Югославия, около Динарските планини. На изток илирите са били в допир с тракийски племена, част от които прогонили още на изток, а с друга част се смесили (примери: дарданците, може би пеонците, пенестите и др.) Областта Апулия в югоизточната част на днешна Италия също е била илирийско землище от дълбока древност.
Вероятно населението на античната македонска държава се е състояло основно от илири и траки с елинизирана аристокрация. Може да се допусне, че илирите, подобно на траките, като безписмен народ, са били романизирани и елинизирани след попадането си под римско владичество. На северозапад илирийските племена граничат с келтите.

## Илирите в древногръцката митология
Според древногръцката митология Илирий бил син на Кадъм и Хармония — владетели на Илирия, от които произлезли всички илири.
Илирий имал много синове, сред които Енхелей, Автарей, Дардан, Медий, Талас, Переб, и дъщери, сред които Парто, Дарто, Дасаро и др. Децата на Илирий съответно дали имената си на племената, които произлезли от тях: енхелейци, автариати, дардани, меди, дасарети и даорси. Автарий се сдобил със син Паноний (Пеон), който на свой ред имал синове — Скордиск и Керкоп.
В по-късните версии на митичната генеалогия Полифем и Галатея се сдобиват с Келтос, Галат и Илирий, а тримата братя на свой ред дават начало на племената келти, галати и илири.

## Произход
Следвайки теориите на Густав Косина, учените се опитват да свържат племената, споменати от късните римски и древногръцки историци, с предходните археологически култури на бронзовата и желязната епоха. Учените Юлиан Покорни и Ричард Питони поставят илирийската прародина при лужишката култура (локализирана в териториите на съвременна Източна Германия и Западна Полша), самата тя произлизаща от трансцентралноевропейската култура на полетата с погребални урни. Смята се, че след 1200 г. пр. Хр., носителите на т.нар. „протоилирийска култура“, произлизащи от Лужишката култура, започват да мигрират към други европейски територии и дори към Мала Азия. Тяхното движение на юг към Балканите е причина за миграцията на дорийците в Южна Гърция, което причинява упадъка на микенската цивилизация. Тази панилирийска теория е отхвърлена в съвременната историография, тъй като се основава на расистката нацистка идеология, свързана с произхода на арийската раса.
Панилирийска теория има твърде малко археологически потвърждения, тъй като липсват достатъчно убедителни доказателства за значителни миграционни движения от Лужишката култура към западните Балкани. Археологическите проучвания и резултатите от тях, особено от региони като Доня Долина и Гласинац в Централна Босна и Северна Албания (по поречието на река Мат), потвърждават приемствеността между културата на бронзовата и желязната епохи и слагат началото на изследванията в полза на автохтонната теория за илирийския произход.

## Римско завоевание
Илирите създават обединения с наченки на държавност през 3 век пр.н.е., като водят и две войни с Рим преди да бъдат окончателно покорени, а земите им превърнати в римска провинция Илирик. Най-известното илирийско държавно образувание е възникнало на територията на днешна Албания с център Шкодра (латински: Scutari). Тези илири влизат през 168 г. пр.н.е. в съюзнически отношения с древна Македония и нейния владетел Персей, като целта на съюза е взаимна защита от римското нашествие в земите на илирите и македонците на Балканите. Войните на илирите с Римската империя продължават до началото на новата ера, като формално окончателното им покоряване от римляните става с образуването на римската провинция Илирик през 59 г. пр.н.е., но е последвано от войната им с Октавиан (35 - 33 г. пр.н.е.). Окончателно илирите и земите им са завладени от Римската империя през 27 г. пр.н.е.
Римската империя воюва с илирите повече от сто години, преди да ги победи през 168 г. пр.н.е., след което е обособена провинцията Илирик в рамките на империята. Подобна е съдбата на съседите им траки и македонци, за които съвременната историография приема, че са латинизирани, а за тракийските племена на юг от Хемус се смята, че са елинизирани. 
По-трудно доказуема е хипотезата за илирите като протоалбанци, които са се запазили от пълна латинизация/елинизация до степен на пълна изолираност.

## Албанци и илири
Днешните албанци смятат себе си за потомци на илирите. През 1774 г. немският историк Йоханес Е. Тунман изказва хипотезата, че съвременните албанци и албанският език произлизат от илирите и илирийския език. Тази хипотеза е твърде трудна за доказване, тъй като за илирийския език се знае малко, запазени са основно надписи на древногръцки и връзката му със съвременния албански посредством завършен сравнителен анализ е практически невъзможна.
Независимо от крайно недостатъчните доказателства, официалната албанска историография възприема тази остаряла хипотеза и продължава да твърди, особено след падането на тоталитарния режим на Енвер Ходжа през 1989 г., че албанският език е единственият жив автохтонен език на Балканите, който се използва във всички територии, където в древността се е говорил илирийски език, докато другите местни езици (трако-дакийски, старомакедонски, фригийски и старогръцки) са отмрели.
Митът за произхода е от особено значение за албанските писатели националисти като Кристо Дако. Първоначално преобладава виждането, че прадедите на албанците са пеласгите, но с развитието на албанското национално движение романтичната пеласгийска теория е подменена от теорията за илирийските корени, която е по-убедителна с лингвистичните си доказателства и се подкрепя от редица учени в началото на ХХ век. Илирийската теория се превръща в един от най-важните стълбове на албанския национализъм заради значението на историческия континуитет в Косово, Северна Македония, Черна гора и южната част на Албания - оспорвани територии, за които са били водени няколко войни между различни балкански държави.

## Илиризъм
Не бива да се смесват древните илири с понятията „илиризъм“ и „илирийски език“ от XVII-XVIII в., принадлежащи на хърватската култура и папската пропаганда сред славяните на Балканите.
- Илирийски щит
- Илирийски боец благородник